# Niewdzięczność
Niewdzięczność – polski film psychologiczny z 1979 roku.
Został nakręcony w Łodzi.

## Występują
- Antonina Gordon-Górecka – matka Elżbiety
- Beata Tyszkiewicz – Elżbieta
- Helena Kowalczykowa – pacjentka Marianna
- Urszula Modrzyńska – pacjentka Renata
- Emilia Ziółkowska – staruszka w sali szpitalnej
- Zdzisław Kozień – ordynator
- Romana Kamińska – siostra przełożona
- Bożena Miller – pielęgniarka
- Andrzej Góraj – lekarz
- Jerzy Kopczyński – Włodek, mąż Elżbiety